# 太陽ファーム (競馬)
有限会社太陽ファーム（たいようファーム）は、北海道沙流郡平取町にかつて存在した競走馬の育成牧場、馬主。代表者は中村和子。
日本中央競馬会（JRA）に登録する馬主として知られた。勝負服の柄は青、黄一本輪、袖黄二本輪、冠名にはオーナーの経営していた会社名で、「大きく、開拓していく」を意味する「ダイタク（大拓）」を用いた。

太陽ファームの勝負服

## 概要
代表者の中村和子が代表を務めていた大拓株式会社（不動産業・建築業）のグループ会社であった。所有馬を数多く生産する雅牧場に隣接し、育成や調教を行っていたが、管轄は同牧場が担当していた。
2006年、大拓株式会社が自己破産、破産手続きの開始に伴い太陽ファームも同年6月23日に大阪地方裁判所より破産手続き開始決定を受けた。太陽ファームにおける負債は約158億円であった。

## 代表者
倒産時の代表者は中村 和子（なかむら かずこ）。前代表は中村 雅一（なかむら まさいち）で、倒産した2006年には既に故人であった。両氏ともに個人名義でもJRAに馬主となっており、勝負服の柄はともに青、黄一文字。 

中村の勝負服

## 主な所有馬

### GI級競走優勝馬
- ダイタクヘリオス（中村雅一名義、1989年阪神3歳ステークス2着、1990年クリスタルカップ、1991年マイラーズカップ、高松宮杯、マイルチャンピオンシップ、安田記念2着、1992年マイラーズカップ、毎日王冠、マイルチャンピオンシップ）
- ダイタクヤマト（中村和子→太陽ファーム名義、2000年スプリンターズステークス、スワンステークス、2001年阪急杯）

### 重賞競走優勝馬
- ダイタクカピタン（中村雅一名義、1986年京都大障害・秋）
- ダイタクロンシャン（中村雅一名義、1987年デイリー杯3歳ステークス、阪神3歳ステークス2着）
- ダイタクテイオー（中村雅一→中村和子名義、1995年毎日杯）
- ダイタクリーヴァ（太陽ファーム名義、2000年シンザン記念、スプリングステークス、鳴尾記念、皐月賞2着、マイルチャンピオンシップ2着、2001年・2002年京都金杯）
- ダイタクバートラム（太陽ファーム→黒崎昇名義、2003年阪神大賞典、天皇賞・春3着、2004年北九州記念、ステイヤーズステークス）